# Pseudostenophylax vietnamensis
Pseudostenophylax vietnamensis är en nattsländeart som beskrevs av Wolfram Mey 1997. Pseudostenophylax vietnamensis ingår i släktet Pseudostenophylax och familjen husmasknattsländor. Inga underarter finns listade i Catalogue of Life.